# Peter DeBoer
Peter DeBoer (Windsor, 13 giugno 1968) è un allenatore di hockey su ghiaccio ed ex hockeista su ghiaccio canadese.

## Carriera
Dopo una breve carriera da giocatore (due stagioni coi Milwaukee Admirals in International Hockey League), DeBoer iniziò ad allenare: nella lega giovanile Ontario Hockey League fu assistente allenatore dei Detroit Jr. Red Wings (1993-1995), divenendo poi primo allenatore quando la squadra venne ribattezzata dapprima Detroit Whalers (1995-1997) e successivamente Plymouth Whalers (1997-2001). Passò poi ai Kitchener Rangers (2001-2008), che guidò per due volte alla vittoria del campionato (2002-2003, quando vinse anche la Memorial Cup, e 2007-2008).
Dalla stagione successiva ha allenato stabilmente in National Hockey League: Florida Panthers (dal 2008 al 2011), New Jersey Devils (dal 2011 al dicembre 2014, quando fu sollevato dall'incarico; raggiunse la finale per la Stanley Cup nella prima stagione, coi Devils poi sconfitti dai Los Angeles Kings), San Jose Sharks (dal 2015 al dicembre del 2019, quando fu sostituito da Bob Boughner; anche con gli Sharks raggiunse la finale di Stanley Cup nella prima stagione, persa contro i Pittsburgh Penguins) e Vegas Golden Knights (dal gennaio 2020).
Ha guidato come assistente allenatore sia il Canada Under-20 (ai mondiali di categoria del 2004, 2005, 2007 e 2008) che la nazionale maggiore (ai mondiali del 2014 e 2015, questi ultimi vinti).